# Decapitated
Decapitated — польський дез-метал колектив заснований 1996-го року братами Вацлавом та Вітольдом Келтиками.
Колективом було випущено чотири студійні альбоми котрі позитивно оцінили шанувальники та критики. Команда провела кілька світових турне й була вельми активна у своїй музичній діяльності до кінця 2007-го, відколи в автокатастрофі загинув Вітольд, а вокаліст Адріан Кованек потрапив до реанімації внаслідок важких травм. Новий, оновлений Вацлавом, склад гурту постав 2009-го.

## Дискографія
| Рік  | Назва |
| ---- | --- |
| 2000 | Winds of Creation - Реліз: 23 травня 2000 - Лейбл: Wicked World/Earache Records - Формат: CD, CD+DVD, LP, MC, Digital download                                 |
| 2002 | Nihility - Реліз: 19 лютого 2002 - Лейбл: Earache Records - Формат: CD, LP, MC, digital download                                                               |
| 2004 | The Negation - Реліз: 1 лютого 2004 - Лейбл: Earache Records - Формат: CD, LP, digital download                                                                |
| 2006 | Organic Hallucinosis - Реліз: 7 лютого 2006 - Лейбл: Earache Records, Teichiku Records - Формат: CD, 2 CD, DualDisc, LP, digital download                      |
| 2011 | Carnival is Forever - Реліз: 12 липня 2011 - Лейбл: Nuclear Blast, Nippon Columbia, Riffs Factory/Mystic Production - Формат: CD, CD+DVD, LP, digital download |
| 2014 | Blood Mantra - Реліз: 22 вересня 2014 - Лейбл: Nuclear Blast, Mystic Production - Формат: CD, CD+DVD, LP, digital download                                     |
| 2017 | Anticult - Реліз: 7 липня 2017 - Лейбл: Nuclear Blast - Формат: CD, CD+DVD, LP, digital download                                                               |
| 2022 | Cancer Culture - Реліз: 27 травня 2022 - Лейбл: Nuclear Blast - Формат: CD, CD+DVD, LP, digital download                                                       |

| Рік  | Назва                                                      |
| ---- | ---------------------------------------------------------- |
| 1997 | Cemeteral Gardens - Реліз: липень 1997 - Лейбл: самвидав   |
| 1998 | The Eye of Horus - Реліз: листопад 1998. - Лейбл: самвидав |

| Рік  | Назва                                                                      |
| ---- | -------------------------------------------------------------------------- |
| 2000 | The First Damned - Реліз: 21 грудня 2000 - Лейбл: Metal Mind Productions   |
| 2000 | Polish Assault (split) - Реліз: 14 листопада 2000 - Лейбл: Relapse Records |

| Рік  | Назва |
| ---- | --- |
| 2008 | Human's Dust - Реліз: 9 червня 2008 - Лейбл: Metal Mind Productions                                                           |
| 2009 | Live At The Rescue Rooms Реліз: 27 листопада 2009 Лейбл: Earache Records                                                      |
| 2012 | Covan Wake the Fuck Up (різні виконавці) - Реліз: 12 грудня 2012 - Лейбл: Red Pig Production/Creative Music/Mystic Production |